# Hala Pisana (Beskid Sądecki)
Hala Pisana lub Pisana Hala (1044 m) – niezbyt wybitny szczyt i zarastająca polana grzbietowa w Paśmie Jaworzyny Krynickiej w Beskidzie Sądeckim. Wierzchołek jest punktem widokowym na wschodnią i południową stronę.
Nazwa szczytu i hali (w sensie terenu wypasowego) pochodzi od „spisywania” – góralskiego określenia pomiarów geodezyjnych terenu. Niedaleko szczytu znajduje się pomnik na miejscu śmierci żołnierza AK, Adama Kondolewicza, ps. „Błysk”, który zginął tu podczas obławy, zorganizowanej przez gestapo. Wzdłuż szlaku biegnącego halą ciągnie się szpaler limb, zasadzonych tu z polecenia hrabiego Adama Stadnickiego z Nawojowej. Wielka polana, od dawna już nieużytkowana, zarasta stopniowo borówczyskami i lasem.

## Piesze szlaki turystyczne
Rytro – Schronisko Cyrla – Przełęcz Bukowina – Hala Pisana – Schronisko PTTK na Hali Łabowskiej – Runek – Jaworzyna Krynicka – Krynica-Zdrój (Główny Szlak Beskidzki)
 Piwniczna-Zdrój – Przełęcz Bukowina – Hala Pisana – Frycowa